# Campeonato Europeo de Ciclocrós de 2023
El XXI Campeonato Europeo de Ciclocrós se celebró en Pontchâteau (Francia) el 3 y el 5 de noviembre de 2023 bajo la organización de la Unión Europea de Ciclismo (UEC) y la Federación Francesa de Ciclismo.

## Medallistas
| Evento       | Oro                                                                                         | Plata                                                                                 | Bronce |
| ------------ | ------------------------------------------------------------------------------------------- | ------------------------------------------------------------------------------------- | --- |
| Masculino    | Michaël Vanthourenhout · Bélgica                                                            | Cameron Mason Reino Unido                                                             | Lars van der Haar · Países Bajos                                                                                      |
| Femenino     | Fem van Empel · Países Bajos                                                                | Ceylin del Carmen Alvarado · Países Bajos                                             | Sara Casasola · Italia                                                                                                |
| Relevo mixto | Francia Aubin Sparfel Rémi Lelandais Célia Gery Electa Gallezot Hélène Clauzel Joshua Dubau | Reino Unido Anna Kay Daniel Barnes Imogen Wolff Oscar Amey Cat Ferguson Cameron Mason | Bélgica · Yorben Lauryssen · Naud De Clercq · Xaydée Van Sinaey · Shanyl De Schoesitter · Sanne Cant · Witse Meeussen |

### Masculino
| Puesto            | Ciclista               | País         | Tiempo  |
| ----------------- | ---------------------- | ------------ | ------- |
| Medalla de oro    | Michaël Vanthourenhout | Bélgica      | 1:02:13 |
| Medalla de plata  | Cameron Mason          | Reino Unido  | 1:02:20 |
| Medalla de bronce | Lars van der Haar      | Países Bajos | 1:02:32 |
| 4                 | Pim Ronhaar            | Países Bajos | 1:02:34 |
| 5                 | Ryan Kamp              | Países Bajos | 1:02:57 |
| 6                 | Eli Iserbyt            | Bélgica      | 1:03:11 |
| 7                 | Laurens Sweeck         | Bélgica      | 1:03:18 |
| 8                 | Niels Vandeputte       | Bélgica      | 1:03:27 |

### Femenino
| Puesto            | Ciclista                   | País         | Tiempo |
| ----------------- | -------------------------- | ------------ | ------ |
| Medalla de oro    | Fem van Empel              | Países Bajos | 52:44  |
| Medalla de plata  | Ceylin del Carmen Alvarado | Países Bajos | 54:19  |
| Medalla de bronce | Sara Casasola              | Italia       | 54:40  |
| 4                 | Inge van der Heijden       | Países Bajos | 55:23  |
| 5                 | Aniek van Alphen           | Países Bajos | 55:50  |
| 6                 | Marion Norbert Riberolle   | Bélgica      | 56:02  |
| 7                 | Anna Kay                   | Reino Unido  | 56:08  |
| 8                 | Sanne Cant                 | Bélgica      | 56:28  |

### Relevo mixto
| Puesto            | País        | R1   | R2   | R3   | R4   | R5   | R6   | Final |
| ----------------- | ----------- | ---- | ---- | ---- | ---- | ---- | ---- | ----- |
| Medalla de oro    | Francia     | 6:51 | 6:27 | 7:26 | 7:51 | 7:24 | 6:35 | 42:47 |
| Medalla de plata  | Reino Unido | 7:37 | 6:40 | 7:52 | 7:01 | 7:39 | 6:17 | 43:20 |
| Medalla de bronce | Bélgica     | 6:51 | 7:10 | 7:47 | 8:06 | 7:27 | 6:19 | 43:54 |

## Medallero
| Núm. | País         | Oro | Plata | Bronce | Total |
| ---- | ------------ | --- | ----- | ------ | ----- |
| 1    | Países Bajos | 1   | 1     | 1      | 3     |
| 2    | Bélgica      | 1   | 0     | 1      | 2     |
| 3    | Francia      | 1   | 0     | 0      | 1     |
| 4    | Reino Unido  | 0   | 2     | 0      | 2     |
| 5    | Italia       | 0   | 0     | 1      | 1     |
|      | TOTAL        | 3   | 3     | 3      | 9     |